# Vanita Haining
Vanita Haining (1956) è un'ex sciatrice alpina canadese.

## Biografia
Sciatrice polivalente originaria di Calgary, la Haining fece parte della nazionale canadese dal 1974 al 1978; gareggio in Coppa del Mondo, senza ottenere piazzamenti di rilievo, e in Can-Am Cup. Non prese parte a rassegne olimpiche né ottenne piazzamenti ai Campionati mondiali.

## Palmarès

### Can-Am Cup
- Miglior piazzamento in classifica generale: 4ª nel 1977[1]

### Campionati canadesi
- 1 oro (slalom speciale nel 1978)[1]